# (23183) 2000 OY21
(23183) 2000 OY21 est un astéroïde Amor de 1,098 km de diamètre découvert en 2000.

## Description
(23183) 2000 OY21 a été découvert le 28 juillet 2000 à l'observatoire de Siding Spring, situé près de Coonabarabran, en Nouvelle-Galles du Sud, en Australie, par Robert H. McNaught.

### Caractéristiques orbitales
L'orbite de cet astéroïde est caractérisée par un demi-grand axe de 1,82 UA, un périhélie de 1,09 UA, une excentricité de 0,40 et une inclinaison de 40,96° par rapport à l'écliptique. Du fait de ces caractéristiques, à savoir un périhélie compris entre 1,017 et 1,3 UA, il est classé comme astéroïde Amor, une famille d'astéroïdes géocroiseurs, s'approchant de l'orbite de la Terre.

### Caractéristiques physiques
(23183) 2000 OY21 a une magnitude absolue (H) de 16,0 et un albédo estimé à 0,640, ce qui permet de calculer un diamètre de 1,098 km. Ces résultats ont été obtenus grâce aux observations du Wide-field Infrared Survey Explorer (WISE), un télescope spatial américain mis en orbite en 2009 et observant l'ensemble du ciel dans l'infrarouge, et publiés en 2011 dans un article présentant les résultats concernant 6 500 astéroïdes de la ceinture principale et 86 objets géocroiseurs (Near Earth Objects - NEO).